# 布鲁克-米尔茨楚施拉格县
布鲁克-米尔茨楚施拉格县（德語：Bezirk Bruck-Mürzzuschlag）是奥地利施泰尔马克州所辖的一个县。总面积2157平方公里，总人口98054，人口密度45人/平方公里（2021年），县府穆爾河畔布魯克。该县于2013年1月1日由穆尔河畔布鲁克县与米尔茨楚施拉格县合并而成。

## 行政区域
布鲁克-米尔茨楚施拉格县辖有19个市镇。